# 戈斯波特 (印第安納州)
戈斯波特（英語：Gosport）是一個位於美國印地安納州歐文縣的城鎮。

## 人口
根據2010年美國人口普查的數據，戈斯波特的面積為0.97平方千米，當中陸地面積為0.97平方千米，而水域面積為0.00平方千米。當地共有人口826人，而人口密度為每平方千米852人。